# کمینه ماندر

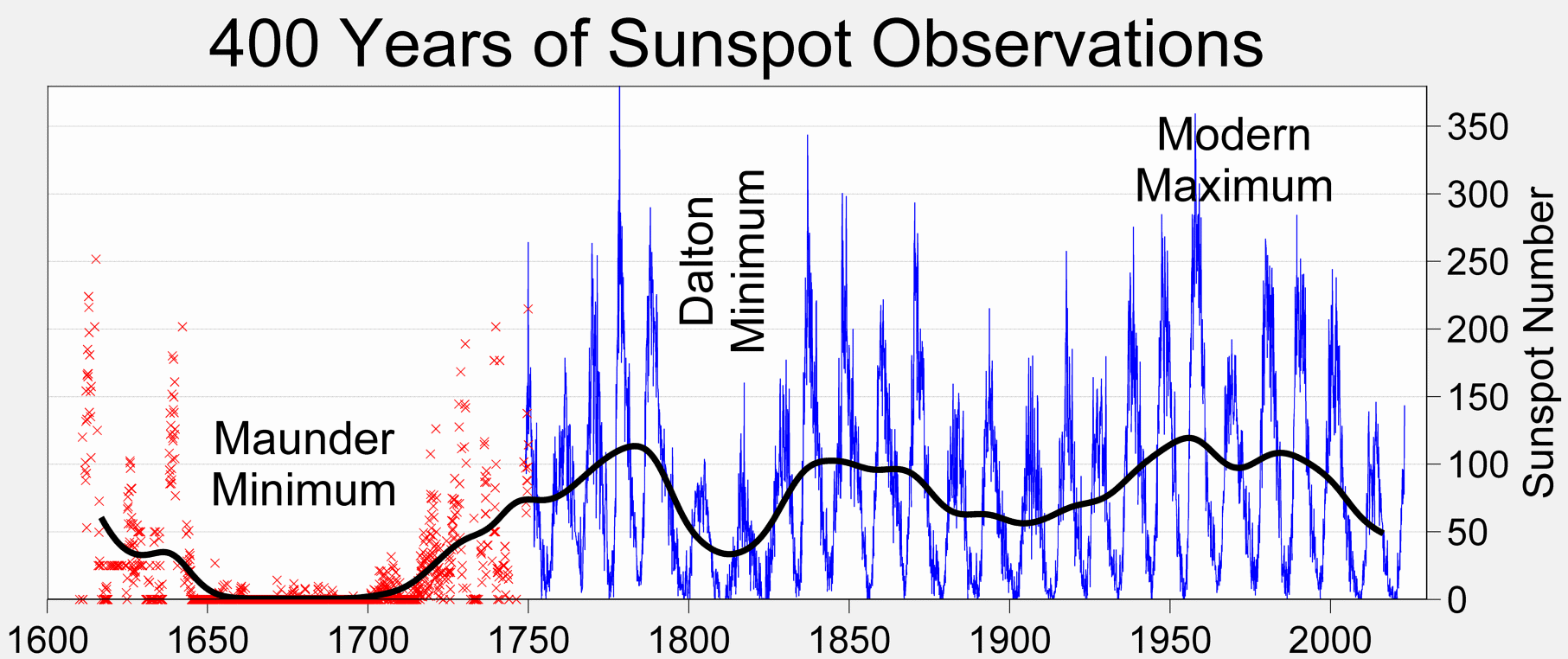
کمینهٔ ماندر ۴۰۰ ساله بین سال‌های ۱۶۱۵ و ۱۷۴۵ است. این فرکانس از سال ۱۶۱۰ به عنوان تعداد عادی گروه لکه‌ها در نظر گرفته می‌شود.

کمینه ماندر یا مینیمم ماندر (به انگلیسی: Maunder Minimum) به حدّ فاصل سال‌های ۱۶۴۵، و ۱۷۱۵ گفته می‌شود. در این دوره تقریباً هیچ لکه‌ای بر سطح خورشید مشاهده نشد. از نظر پژوهشگران قرن نوزدهم این امر چنان ایده‌ای باورنکردنی به نظر می‌رسید که فقط فرض شد که در آن دوره هیچ‌کس لکه‌های خورشیدی را ثبت نکرده‌است. پس از پژوهشی ممتد که ادوارد والتر ماندر (Edward Walter Maunder)، عضو رصدخانه سلطنتی گرینویچ به عمل آورد، این نتیجه حاصل شد که به راستی در طی دورهٔ ۱۷۱۵_۱۶۴۵ هیچ لکهٔ خورشیدی وجود نداشته‌است. بعدها این نتیجه‌گیری با کار جان ای. ادی در رصدخانه‌های‌های آلتیتود (High Altitude) اثبات شد. هسل د وریس (Hessel DeVries)، دانشمند هلندی دربارهٔ محتوای کربن-۱۴ در حلقه‌های سالانه درختان به پژوهش پرداخت. ایجاد کربن-۱۴ در جو بالایی زمین ناشی از پرتوهای کیهانی است که با آن از همهٔ جهات برخورد می‌کند.